# Puente de Santa Engracia
El puente de Santa Engracia (en euskera: Dona Grazia zubia) es un puente de estilo gótico situado en la ciudad de Pamplona (Navarra, España). Atraviesa el río Arga, y conecta el barrio de la Rochapea con la avenida Guipúzcoa.

## Historia
El puente es de origen romano o altomedieval, con una triple arcada de medio punto.
El puente de Santa Engracia de Pamplona data de antes del siglo XIII, a pesar de ello, se trata del puente más moderno del conjunto de puentes medievales de Pamplona debido a su estilo gótico. 
Anteriormente conocido como el puente del Maçon o Mazón por el molino cercano, su nombre cambió cuando las Clarisas se establecieron en sus cercanías en el antiguo convento de Santa Engracia, demolido en 1795. En el poema de Aneliers de 1276, se le menciona como "le pont nou" o puente nuevo, lo que sugiere que fue construido o quizás reconstruido en esa época.
Este puente servía como la salida natural hacia el Camino Real de Pamplona a Tolosa, partiendo desde el Portal Nuevo de la muralla pamplonesa. Hasta la construcción del puente de Cuatro Vientos, el de Santa Engracia fue el que facilitaba la comunicación de la ciudad con el Norte de Navarra. 
Al igual que otros viaductos de la capital como el puente de San Pedro, alberga una cruz de piedra en un extremo.

## Galería

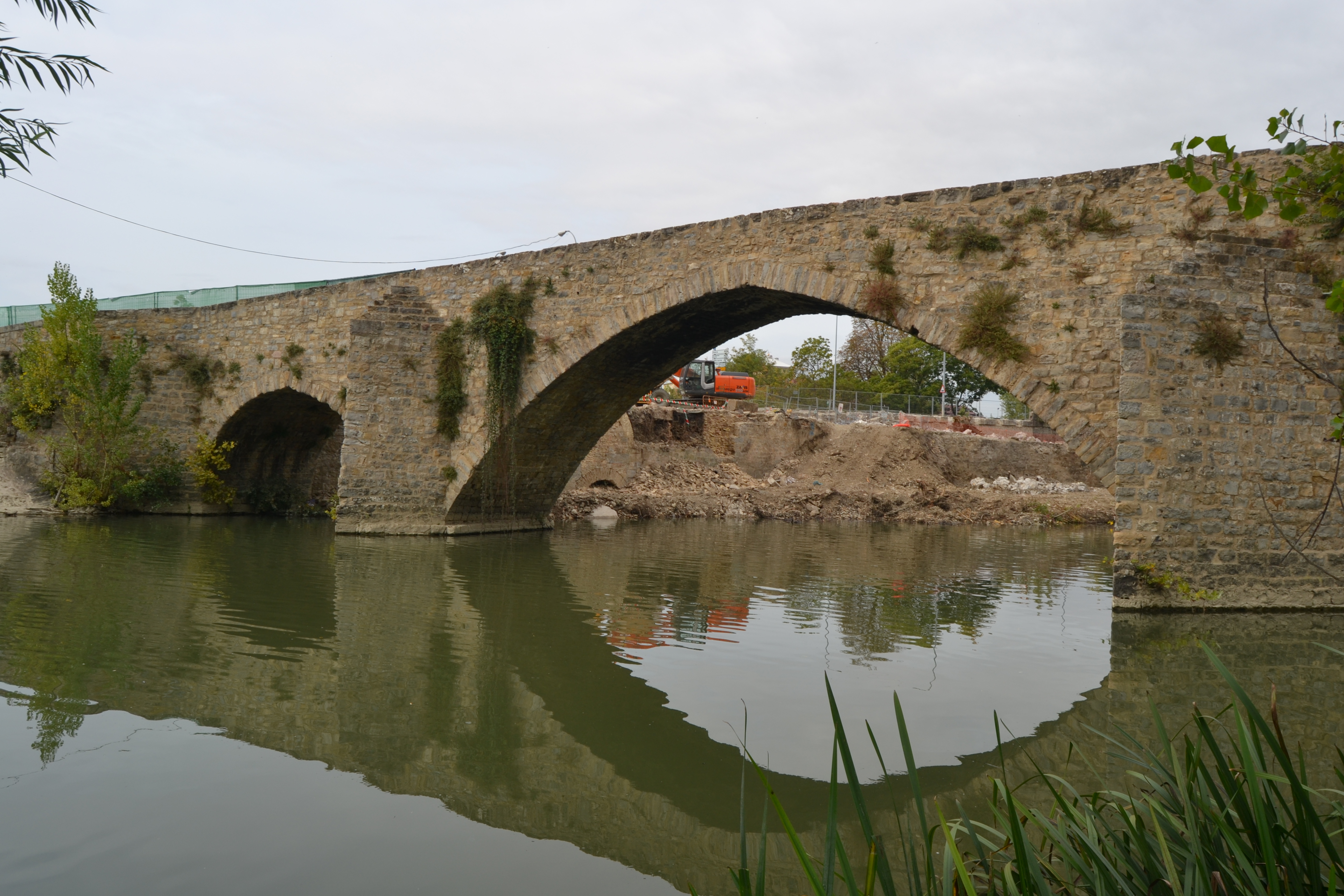
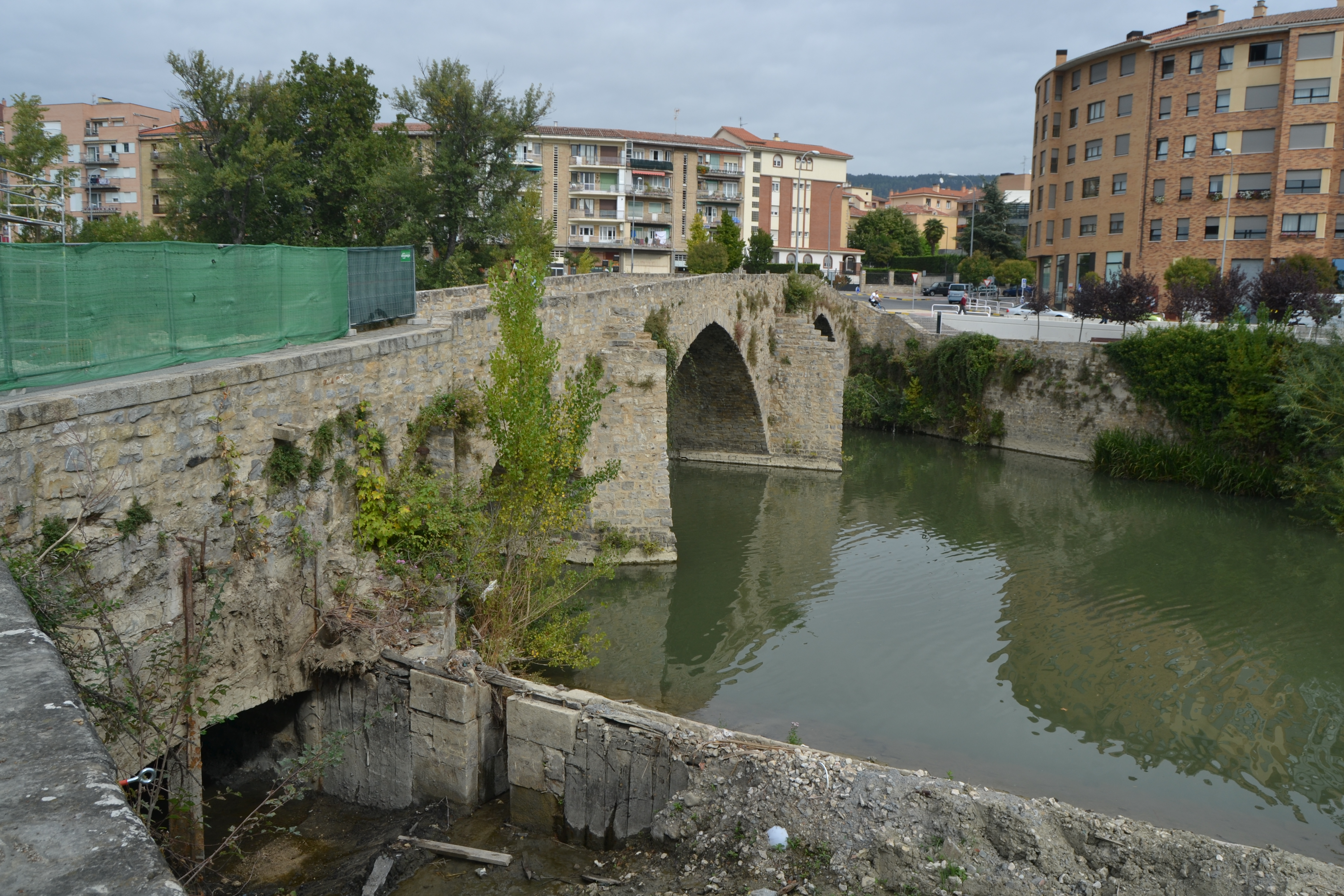
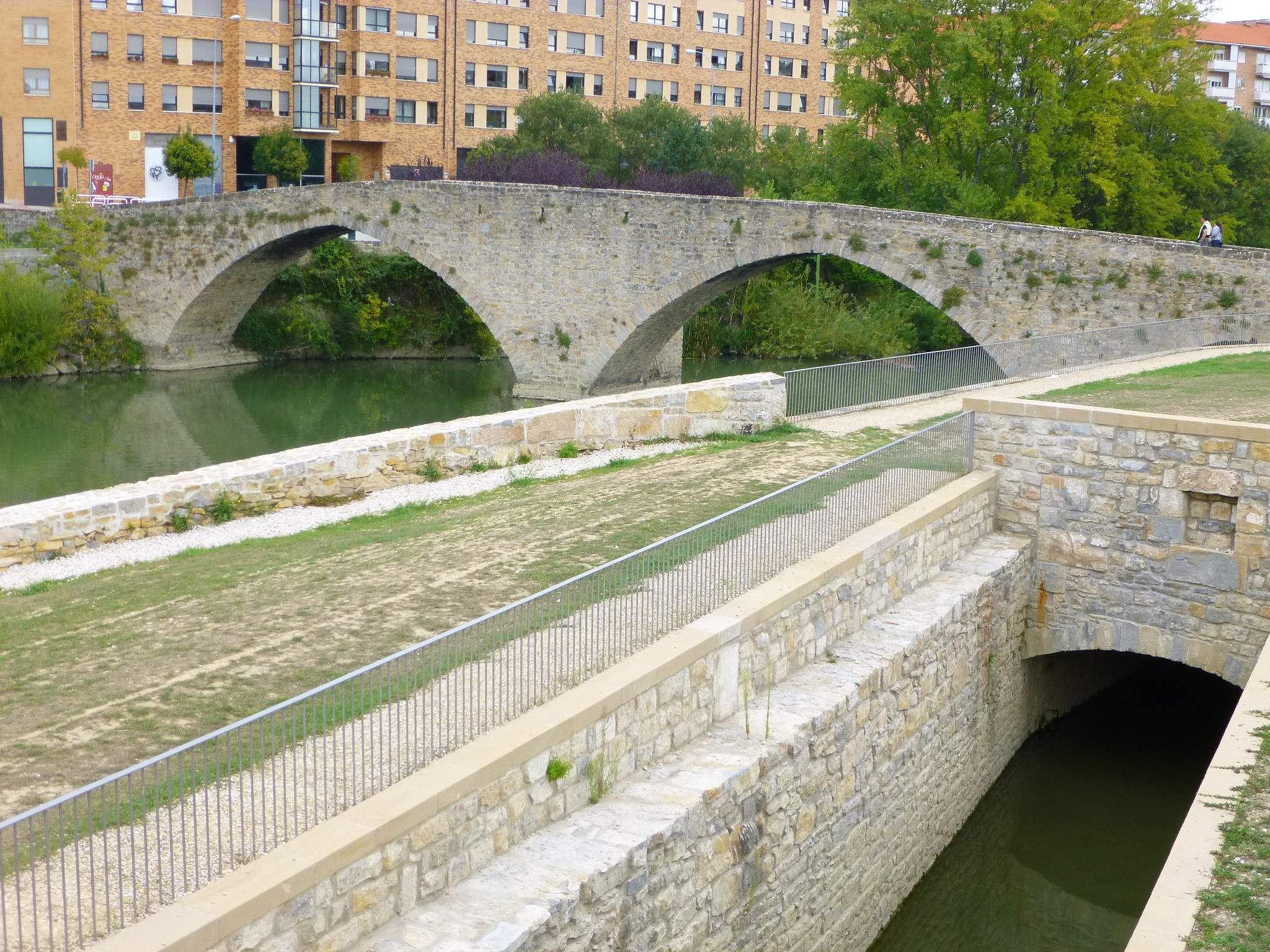
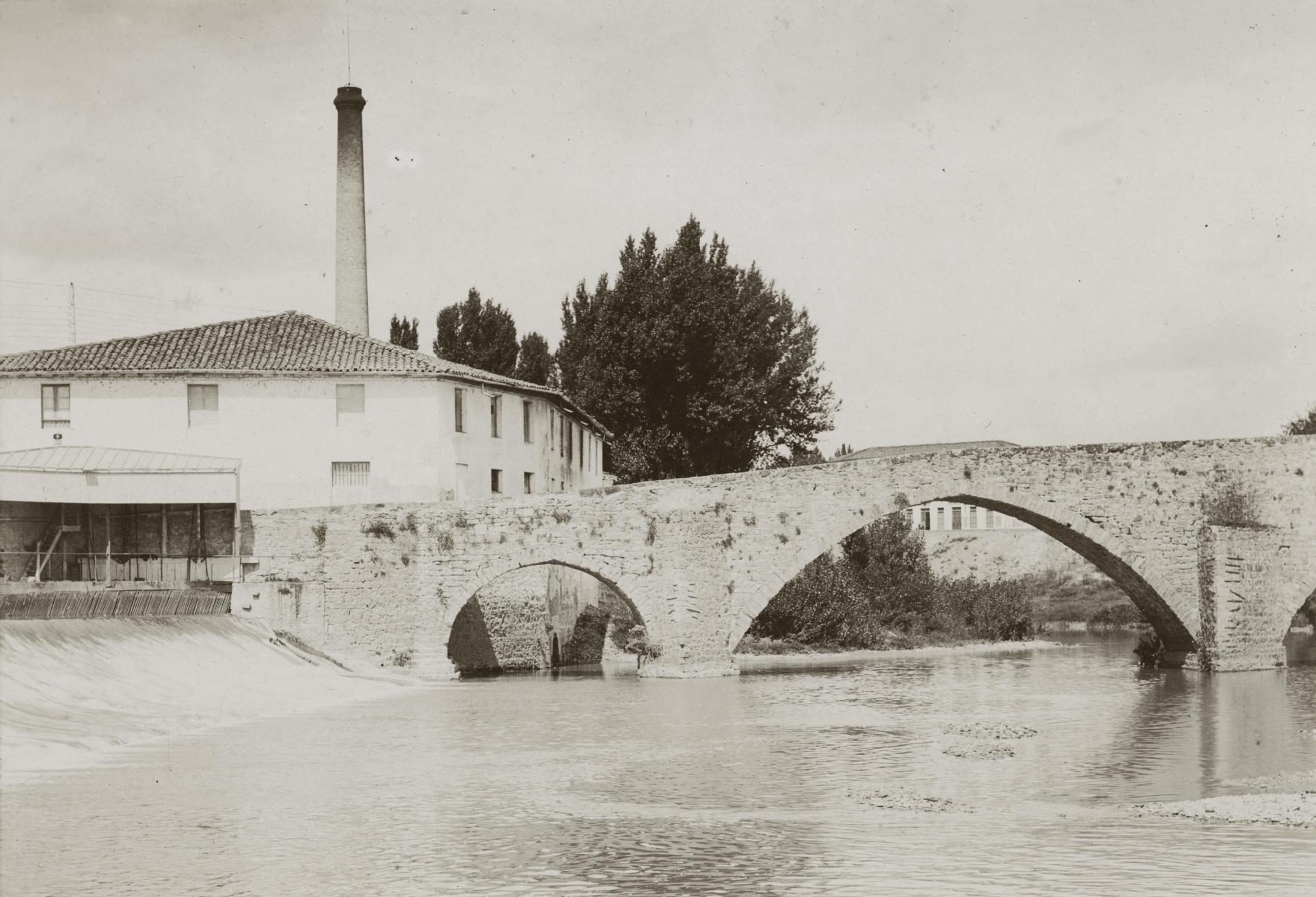